# National Rugby League 2016
La National Rugby League de 2016 fue la 109.ª edición del torneo de rugby league más importante de Australia y Nueva Zelanda.

## Formato
Los clubes se enfrentaron en una fase regular de todos contra todos en condición de local y visitante, los ocho equipos mejor ubicados al terminar esta fase clasificaron a la postemporada.
Se otorgaron 2 puntos por el triunfo, 1 por el empate y ninguno por la derrota.

### Postemporada

#### Finales de eliminación (fase 1)
- 5° vs 8° puesto - ganador avanza a las semifinales
- 6° vs 7° puesto - ganador avanza a las semifinales

#### Finales de clasificación (fase 2)
- 1° vs 4° puesto - ganador avanza a las final preliminar, perdedor avanza a semifinales
- 2° vs 3° puesto - ganador avanza a las final preliminar, perdedor avanza a semifinales

#### Semifinales (fase 3)
- Perdedor fase 2 vs ganador fase 1 - ganador avanza a la final preliminar
- Perdedor fase 2 vs ganador fase 1 - ganador avanza a la final preliminar

#### Final preliminar (fase 4)
- Ganador fase 2 vs ganador fase 3 - ganador avanza a la gran final
- Ganador fase 2 vs ganador fase 3 - ganador avanza a la gran final

#### Final
- Ganadores fase 4

## Desarrollo

### Tabla de posiciones
| Pos. | Equipo                        | Encuentros | Encuentros | Encuentros | Encuentros | Tantos | Tantos | Tantos | Puntos |
| Pos. | Equipo                        | PJ         | PG         | PE         | PP         | F      | C      | Dif    | Puntos |
| ---- | ----------------------------- | ---------- | ---------- | ---------- | ---------- | ------ | ------ | ------ | ------ |
| 1    | Melbourne Storm               | 24         | 19         | 0          | 5          | 563    | 302    | +261   | 42     |
| 2    | Canberra Raiders              | 24         | 17         | 1          | 6          | 688    | 456    | +232   | 39     |
| 3    | Cronulla-Sutherland Sharks    | 24         | 17         | 1          | 6          | 580    | 404    | +176   | 39     |
| 4    | North Queensland Cowboys      | 24         | 15         | 0          | 9          | 584    | 355    | +229   | 34     |
| 5    | Brisbane Broncos              | 24         | 15         | 0          | 9          | 554    | 434    | +120   | 34     |
| 6    | Penrith Panthers              | 24         | 14         | 0          | 10         | 563    | 463    | +100   | 32     |
| 7    | Canterbury-Bankstown Bulldogs | 24         | 14         | 0          | 10         | 506    | 448    | +58    | 32     |
| 8    | Gold Coast Titans             | 24         | 11         | 1          | 12         | 508    | 497    | +11    | 27     |
| 9    | Wests Tigers                  | 24         | 11         | 0          | 13         | 499    | 607    | −108   | 26     |
| 10   | New Zealand Warriors          | 24         | 10         | 0          | 14         | 513    | 601    | −88    | 24     |
| 11   | St. George Illawarra Dragons  | 24         | 10         | 0          | 14         | 341    | 538    | −197   | 24     |
| 12   | South Sydney Rabbitohs        | 24         | 9          | 0          | 15         | 473    | 549    | −76    | 22     |
| 13   | Manly-Warringah Sea Eagles    | 24         | 8          | 0          | 16         | 454    | 563    | −109   | 20     |
| 14   | Parramatta Eels               | 24         | 13         | 0          | 11         | 298    | 324    | −26    | 18     |
| 15   | Sydney Roosters               | 24         | 6          | 0          | 18         | 443    | 576    | −133   | 16     |
| 16   | Newcastle Knights             | 24         | 1          | 1          | 22         | 305    | 800    | −495   | 7      |

|  | Postemporada. |

### Postemporada

#### Finales de clasificación
| 10 de septiembre | Canberra Raiders | 16 - 16 | Cronulla-Sutherland Sharks |  |  |

| 9 de septiembre | Melbourne Storm | 16 - 10 | North Queensland Cowboys |  |  |

#### Finales de eliminación
| 9 de septiembre | Brisbane Broncos | 44 - 28 | Gold Coast Titans |  |  |

| 11 de septiembre | Penrith Panthers | 28 - 12 | Canterbury-Bankstown Bulldogs |  |  |

#### Semifinal
| 16 de septiembre | North Queensland Cowboys | 26 - 20 | Brisbane Broncos |  |  |

| 17 de septiembre | Canberra Raiders | 22 - 12 | Penrith Panthers |  |  |

#### Finales premilinares
| 23 de septiembre | Cronulla-Sutherland Sharks | 32 - 20 | North Queensland Cowboys |  |  |

| 24 de septiembre | Melbourne Storm | 14 - 12 | Canberra Raiders |  |  |

#### Final
| 2 de octubre | Melbourne Storm | 12 - 14 | Cronulla-Sutherland Sharks | ANZ Stadium, Sídney             |  |
|              |                 |         |                            | Asistencia: 83.625 espectadores |  |

| Bandera de Australia               |
| Campeón Cronulla-Sutherland Sharks |
| Primer título                      |